# Gina Bucher

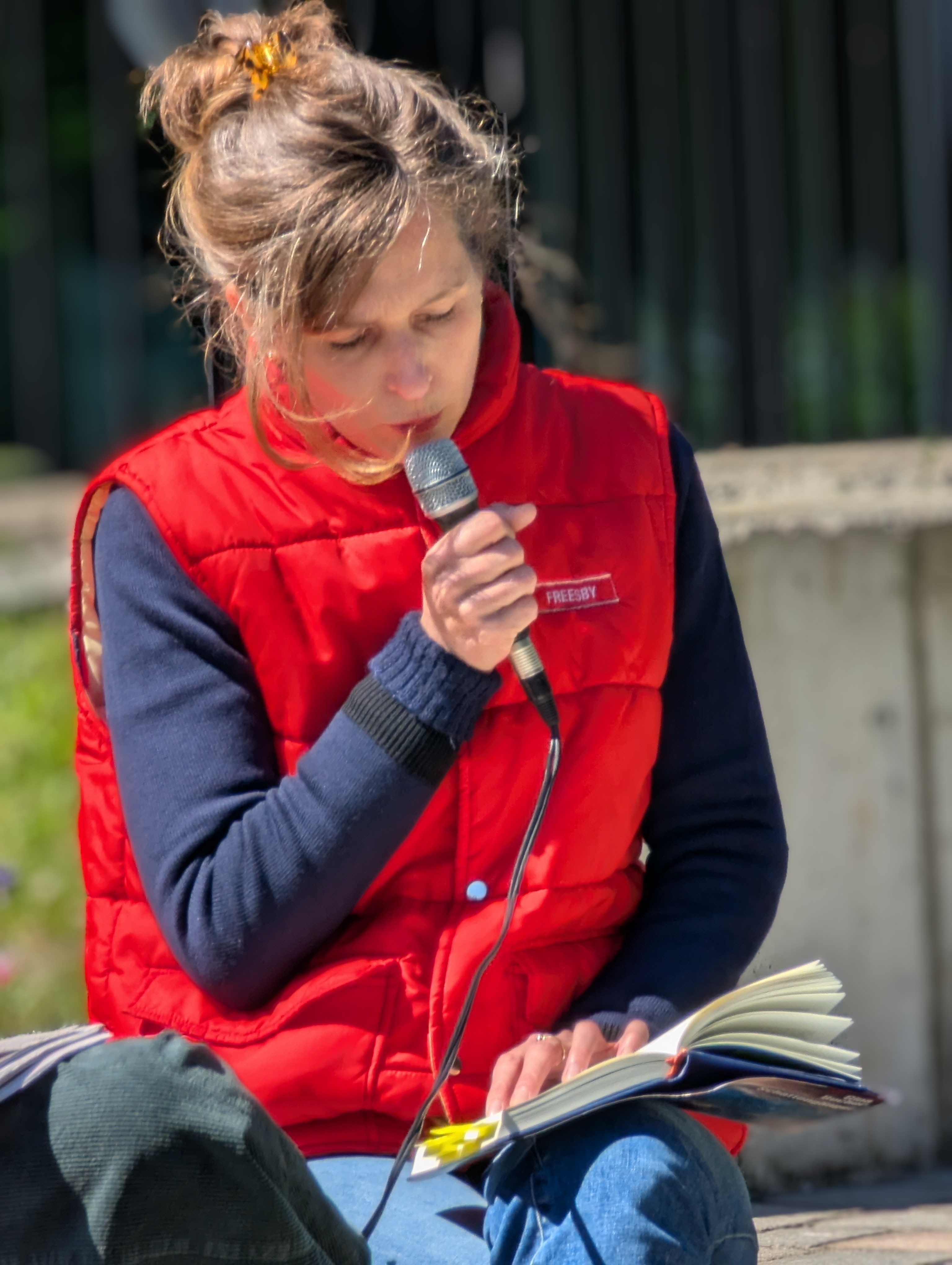
Gina Bucher (2025)

Gina Bucher (* 1978 in Luzern) ist eine Schweizer Autorin. Sie lebt und arbeitet in Zürich.

## Leben
Gina Bucher studierte Filmwissenschaften, Publizistik und Kunstgeschichte an der Universität Zürich und an der Universität Hamburg. Sie ist Autorin und Herausgeberin von Sachbüchern in den Bereichen Kunst und Gesellschaft. Sie ist Redaktionsmitglied bei Essais Agitées und Teil des Redaktionsprojektes Rokfor, das mit dem Swiss Design Award ausgezeichnet wurde. Sie war Mitherausgebern der Kochbuchreihe Sonntagsfreuden (2006–2016) und ist Initiatorin der literarischen Online-Boutique Bucci Publishing.
Ihre Artikel erscheinen bei NZZ Folio, taz – die Tageszeitung Berlin, für die Wochenzeitung Der Freitag schrieb sie die Kolumnen Mitgehört und Wetterfee, 2009–2018 war sie Programmchefin beim taz Lab.

## Buchpublikationen (Auswahl)
- Der Fehler, der mein Leben veränderte., Piper Sachbuch Verlag, 2018, ISBN 978-3-492-05599-4.[12]
- Ich trug ein grünes Kleid, der Rest war Schicksal. Piper Sachbuch Verlag, 2016, ISBN 978-3-492-31177-9.[13]
- als Hrsg.: Female Chic. Edition Patrick Frey, 2015, ISBN 978-3-905929-87-4.
- als Hrsg.: Lieber barfuss als ohne Buch. Salis Verlag, 2012.[14]
- als Hrsg.: Ich/Buchstabendrescher etc. Edition Patrick Frey, 2011, ISBN 978-3-905509-95-3.[15]
- als Autorin und Herausgeberin: Sonntagsfreuden. Hier und Jetzt Verlag, 2011, ISBN 978-3-03919-236-6.[16]